# Perolet
Perolet és una caseria del terme municipal de Gavet de la Conca, dins de l'antic terme de Sant Salvador de Toló, a la comarca del Pallars Jussà.
Està situat al sector sud-est del terme, a la part alta de la vall del riu de Conques, al vessant oriental de la Serra de la Campaneta.

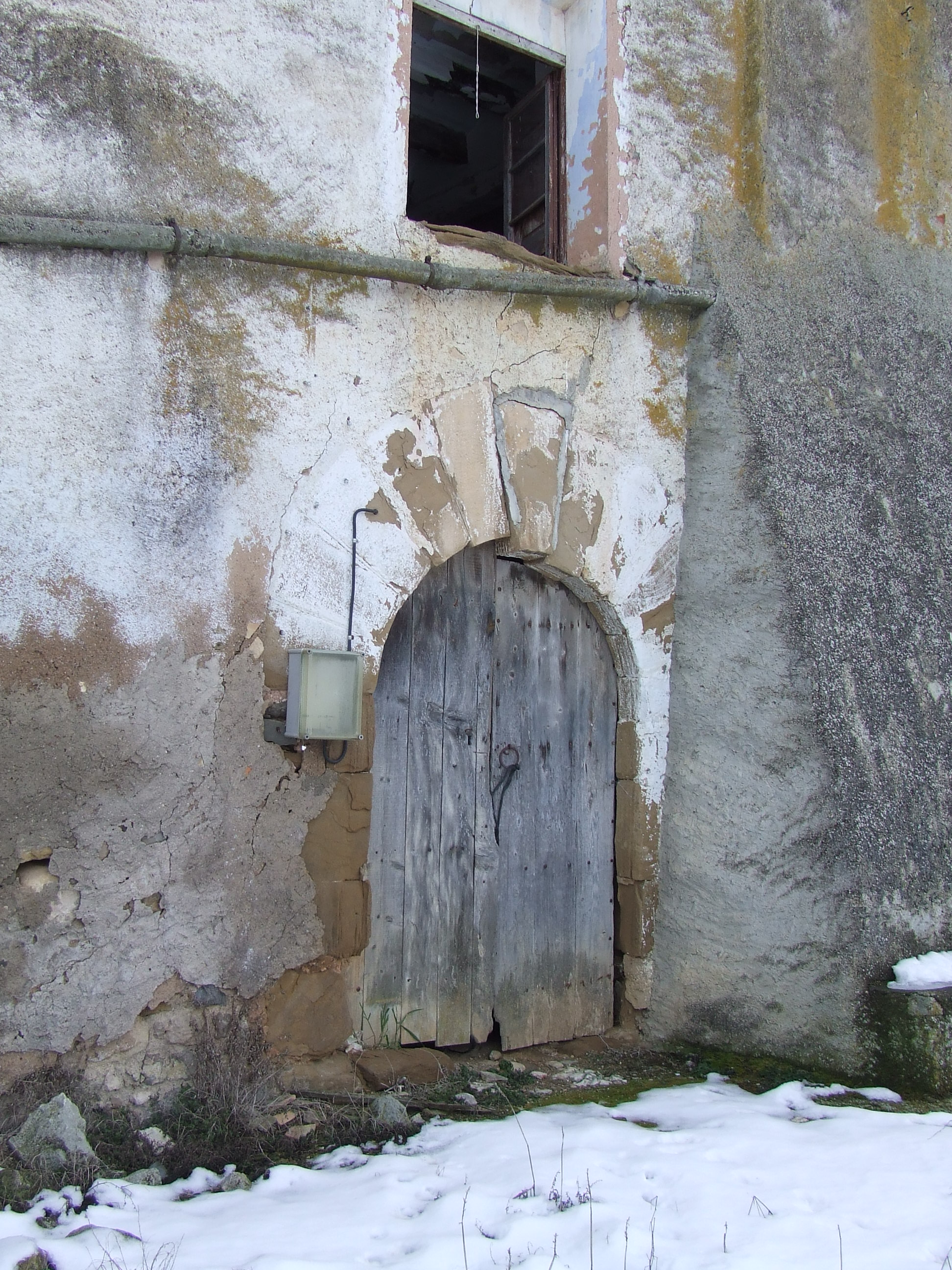
Porta adovellada d'una de les cases abandonades de Perolet

A principis del segle xx hi consten 10 edificis, amb 26 habitants. El 1970 hi havia 3 habitants, que van augmentar a 4 el 1981. El 2006 hi consta un sol habitant.
Conserva l'església, sense culte actualment i convertida en magatzem, de sant Joan Baptista, a la Casa Ventureta. Aquesta església conserva una paret de la primitiva construcció, romànica.
Al Museu Arqueològic de Barcelona es conserva una inscripció d'època romana, procedent de Perolet, on havia estat trobada, fou instal·lada al segle xviii a l'església de Bonrepòs (el que fou prior de Bonrepòs en aquell segle, Jaume Pasqual, ja en parla, en un extens i curiós document). És un epígraf dedicat a Luci Emili Patern, cavaller (eqüestre) de la petita aristocràcia d'Aeso (Isona), que fou un militar molt brillant i de llarga carrera.